# 丘浙
丘浙（1531年—？），字子東，號厚山，江西建昌府南城縣人，民籍，明朝政治人物。

## 生平
江西鄉試第七名舉人。嘉靖四十四年（1565年）中式乙丑科會試第六十四名，三甲第十七名進士。都察院观政，本年六月授太平府推官，隆慶二年（1568年）六月行取，九月升南兵部主事，四年十二月调刑部，万历元年（1573年）三月升员外，十一月升郎中，三年二月升泉州知府，八年八月升山东副使，濟寧兵备，十二年（1584年）三月升广西参政，十五年六月升云南按察使，十月改广西，十六年六月加左布政致仕。

## 家族
曾祖丘嵩，戶科給事中；祖父丘疇；父丘璨，庠生累赠主事。前母楊氏，贈安人；鄭氏，累赠安人。兄丘汴（教授）、弟丘淮（庠生）、丘漢（儒士）。